# 門登 (密歇根州)
門登（英語：Mendon）是位於美國密歇根州聖約瑟夫縣門登鎮區的一個村。

## 人口
根據2020年美國人口普查的數據，門登的面積為2.56平方千米，當中陸地面積為2.53平方千米，而水域面積為0.02平方千米。當地共有人口881人，而人口密度為每平方千米344人。